# النعمان بن بشير
النعمان بن بشير بن سعد بن ثعلبة بن جلاس بن زيد الأنصاري الخزرجي، ويكنى أبو عبد الله أحد صحابة الرسول، وكان أول مولود ولد في الإسلام من الأنصار بعد الهجرة بأربعة عشر شهرًا فأتت به أمه عمرة بنت رواحة (أخت الصحابي عبد الله بن رواحة) تحمله إلى النبي (ﷺ) فبشرها بأنه سيعيش حميدًا ويُقتل شهيدًا ويدخل الجنة.
تمتع بمنزلة كبيرة بين الصحابة فكان معاوية يقول يا معشر الأنصار تستبطئونني وما صحبني منكم إلا النعمان بن بشير وقد رأيتم ما صنعت به وكان ولاه الكوفة وأكرمه.

## من مواقفه مع التابعين
قيل إن أعشى همدان قدم على النعمان بن بشير وهو على حمص وهو مريض فقال له النعمان ما أقدمك قال لتصلني وتحفظ قرابتي وتقضي ديني فقال والله ما عندي ولكني سائلهم لك شيئا ثم قام فصعد المنبر ثم قال يا أهل حمص إن هذا ابن عمكم من العراق وهو مسترشدكم شيئا فما ترون فقالوا احتكم في أموالنا فأبى عليهم فقالوا قد حكمنا من أموالنا كل رجل دينارين وكانوا في الديوان عشرين ألف رجل فعجلها له النعمان من بيت المال أربعين ألف دينار فلما خرجت أعطياتهم أسقط من عطاء كل رجل منهم دينارين.
وقال أبو مخنف (وهو متهم بأنه شيعي لذا يوثقه الشيعة ولكنه متهم بالكذب عند بعض السنة) بعث يزيد بن معاوية إلى النعمان بن بشير الأنصاري فقال له ائت الناس وقومك فافثأهم عما يريدون فإنهم إن لم ينهضوا في هذا الأمر لم يجترئ الناس على خلافي وبها من عشيرتي من لا أحب أن ينهض في هذه الفتنة فيهلك.
فأقبل النعمان بن بشير فأتى قومه ودعا الناس إليه عامة، وأمرهم بالطاعة ولزوم الجماعة وخوفهم الفتنة، وقال لهم إنه لا طاقة لكم بأهل الشام، فقال عبد الله بن مطيع العدوي ما يحملك يا نعمان على تفريق جماعتنا وفساد ما أصلح الله من أمرنا، فقال النعمان أما والله لكأني بك لو قد نزلت تلك التي تدعو إليها وقامت الرجال على الركب تضرب مفارق القوم وجباههم بالسيوف ودارت رحا الموت بين الفريقين قد هربت على بغلتك تضرب جنبيها إلى مكة وقد خلفت هؤلاء المساكين (يعني الأنصار) يقتلون في سككهم ومساجدهم وعلى أبواب دورهم فعصاه الناس.
| «وقف النعمان على المنبر يوماً فقال للناس:أتدرون ما مثلي ومثلكم؟ قالوا: لا. قال: مثل الضبع والضب والثعلب، فإن الضبع والثعلب أتيا الضب في وجاره، فنادياه: يا أبا الحسل (كنية الضب). فقال: سميعاً دعوتما. قالا: أتيناك لتحكم بيننا. قال: في بيته يُوتى الحكم: قالت الضبع: إني حللت غيبتي. قال: فعل الحرة فعلت. قالت: فلقطت تمرة. قال: طيباً لقطت. قالت: فأكلها الثعلب. قال: لنفسه نظر. قالت: فلطمته. قال: بجرمه. قالت: فلطمني. قال: حرّ انتصر. قالت: فاقض بيننا. قال: قد فعلت.» |
| —الأصبهاني |

## من الأحاديث التي رواها
- عن النعمان بن بشير قال: بينما رسول الله (ﷺ) في مسير له إذ خفق رجل على راحلته فأخذ رجل من كنانته سهما فانتبه الرجل مذعورا فقال النبي ﷺ : «لا يحل لمسلم أن يروع مسلما».
- عن النعمان بن بشير أن أباه نحله غلاما وأنه أتى النبي ﷺ ليشهده فقال: أكل ولدك نحلته مثل هذا؟ قال: لا قال: فاردده.[8]
- عن الشعبي قال سمعت النعمان بن بشير يقول سمعت رسول الله (ﷺ) يقول وأومأ النعمان بإصبعيه إلى أذنيه إن الحلال بين والحرام بين وبين ذلك مشتبهات لا يعلمها كثير من الناس فمن اتقى المشتبهات فقد استبرأ لدينه ولعرضه ومن وقع في المشتبهات وقع في الحرام كراع يرعى حول الحمى أوشك أن يقع فيه ألا إن لكل ملك حمى وإن حمى الله محارمه.
- عن النعمان بن بشير - رضي الله عنهما - عن الرسول (صلى الله عليه وسلم) أنه قال: «مثل القائم على حدود الله والواقع فيها كمثل قوم استهموا على سفينة، فأصاب بعضهم أعلاها، وبعضهم أسفلها، فكان الذين في أسفلها إذا استقوا من الماء مروا على من فوقهم، فقالوا: لو أنا خرقنا نصيبنا خرقا، ولم نؤذ من فوقنا، فإن يتركوهم وما أرادوا هلكوا جميعاً، وإن أخذوا على أيديهم نجوا ونجوا جميعا».
- عن النعمان بن بشير - رضي الله عنهما - عن الرسول (صلى الله عليه وسلم) أنه قال: «تكون النبوة فيكم ما شاء الله أن تكون، ثم يرفعها الله إذا شاء أن يرفعها ثم تكون خلافة راشدة على منهاج النبوة، ثم يرفعها الله إذا شاء أن يرفعها ثم يكون ملكا عضوضا، أو عاضا (وراثيا)، ثم يرفعه الله إذا شاء أن يرفعه، ثم يكون ملكا جبريا، ثم يرفعه الله إذا شاء أن يرفعه، ثم تكون خلافة على منهاج النبوة.»

## مقتله
بعد وفاة يزيد بن معاوية بايع النعمان لإبن الزبير فتنكر له أهل حمص، فخرج هاربًا فتبعه خالد بن خلي الكلاعي فقتله سنة خمس وستين للهجرة.[بحاجة لمصدر]